# 磁県
磁県（じ-けん）は中華人民共和国河北省邯鄲市に位置する県。

## 歴史
南北朝時代の561年（保定元年）、北周により設置された滏陽県を前身とする。590年（開皇10年）に磁州が設置されるとその州治とされた。その後磁州は何度か廃止されながら存続し、明代が成立すると洪武初年に滏陽県が廃止となり管轄区域は磁州直轄とされた。
1913年（民国2年）の州制廃止に伴い磁県と改編され現在に至る。

### 史跡
- 茹茹公主墓(東魏550年葬) - 1978年から1979年にかけて発掘され、21mにおよぶ彩色壁画[1]や東ローマ帝国時代の金貨を含む副葬品が発見された[2]。

## 行政区画
- 鎮:磁州鎮、講武城鎮、岳城鎮、観台鎮、白土鎮、黄沙鎮
- 郷:路村営郷、時村営郷、陶泉郷、都党郷、北賈璧郷